# Federación Republicana Gallega
La Federación Republicana Gallega (FRG) fou una plataforma política que organitzà la trobada coneguda com a Pacte de Lestrove, celebrada el 26 de març de 1930 al Pazo d'Hermida entre partits i personalidats republicanes gallegues. La FRG agrupaba l'ORGA, el Partit Republicà Radical, el Partit Republicà Radical Socialista i el Partit Radical Federal i pretenia organitzar una estratègia conjunta i autònoma dels republicans gallecs, de tal manera que designà Santiago Casares Quiroga com a representant gallec en la reunió amb els republicans espanyols celebrada a Sant Sebastià el 17 d'agost de 1930 o Pacte de Sant Sebastià que tenia com a finalitat elaborar el programa d'un futur govern provisional de la república.
En els mesos anteriors a la proclamació de la Segona República Espanyola, la FRG organitzà mobilitzacions de masses contra el govern del general Dámaso Berenguer i participà en les eleccions del 12 d'abril de 1931 en coalició amb el PSOE, i aconseguí la majoria a les ciutats. Després de la proclamació de la república la diferència en les estragègies en el si de la FRG provocà la marxa dels partits minoritaris, de tal manera que només hi va romandre ORGA. A les eleccions a les Corts Constituents l'ORGA presentà els seus candidats sota les sigles de la FRG, que mantindrà fins a abril de 1932.